# Enrique Porta
Francisco Enrique Porta Guíu, connu sous le nom d'Enrique Porta, est un footballeur espagnol des années 1970, né le 17 décembre 1944 à Villanueva de Gállego (Aragon).

## Biographie
Enrique Porta évolue comme attaquant. Formé au Real Saragosse, il commence sa carrière au SD Huesca, en troisième division en 1967-1968. Il inscrit 34 buts au cours de cette saison. Il signe ensuite à Grenade CF. Il est Pichichi lors de la saison 1971-1972, avec 20 buts. Il joue sept saisons dans ce club. Il finit ensuite sa carrière au Real Saragosse, et est finaliste de la Coupe d'Espagne en 1976, battu par l'Atlético de Madrid. Il arrête sa carrière en 1977.

## Clubs
- 1967-1968 :  SD Huesca
- 1968-1975 :  Grenade CF
- 1975-1977 :  Real Saragosse

## Palmarès
- Coupe d'Espagne de football
  - Finaliste en 1976
- Meilleur buteur du championnat espagnol

- - Récompensé en 1972